# Lissonota fletcheri
Lissonota fletcheri är en stekelart som beskrevs av Bridgman 1882. Lissonota fletcheri ingår i släktet Lissonota och familjen brokparasitsteklar. Arten är reproducerande i Sverige. Utöver nominatformen finns också underarten L. f. breviventris.